# Гейлорд (город, Миннесота)
Гейлорд (англ. Gaylord) — город в округе Сибли, штат Миннесота, США. На площади 4,1 км² (4,1 км² — суша, водоёмов нет), согласно переписи 2002 года, проживают 2279 человек. Плотность населения составляет 554,2 чел./км².
- Телефонный код города — 507
- Почтовый индекс — 55334
- FIPS-код города — 27-23300[1]
- GNIS-идентификатор — 0644060[2]